# (468287) 2015 DH111
(468287) 2015 DH111 es un asteroide perteneciente al cinturón de asteroides, descubierto el 6 de octubre de 2007 por el equipo Spacewatch desde el Observatorio Nacional de Kitt Peak (Arizona, Estados Unidos).